# Ángel Correa
Ángel Martín Correa, född 9 mars 1995, är en argentinsk fotbollsspelare som spelar för Atlético Madrid i La Liga.